# Turó de Puig-roig (Bonastre)
El Turó de Puig-roig és una muntanya de 265 metres que es troba al municipi de Bonastre, a la comarca del Baix Penedès.